# Tatra 72
Tatra 72 byl lehký vojenský nákladní automobil se znakem náprav 6×4 a nosnosti 1,5 tuny, vyráběný podnikem Tatra, a.s. v Kopřivnici. Vznikl modernizací typu Tatra 26 podle požadavku VTLÚ. Většinu vyrobených kusů odebrala Československá armáda, kromě toho jej licenčně vyráběla francouzská firma Lorraine. Na podvozcích Tatra 72 byly také stavěny obrněné automobily vz. 30. Během let 1933–1937 vzniklo v Kopřivnici zřejmě 320 vozů Tatra 72 (včetně podvozků pro obrněné automobily) a dalších zhruba 200 v licenci. Jeho nástupcem se stal typ Tatra 82.

## Historie
Vůz Tatra 72 vznikl v roce 1933 úpravou automobilu Tatra 26/30 podle požadavků Vojenského technického a leteckého ústavu. Hlavní změnou byl větší a výkonnější motor z vozu Tatra 52. Došlo k zesílení podvozku a jeho úpravám, mechanické brzdy byly nahrazeny hydraulickými. Nákladní verze dostaly dvojmontáž kol na zadních nápravách. Takto zdokonalený typ měl lepší výkony na silnici i v terénu. Vůz Tatra 72 následně začala československá armáda odebírat v počtech a verzích původně uvažovaných pro jeho předchůdce Tatra 26/30, celkem obdržela 219 vozů. Nejvíce vozů, 100 kusů, vzniklo s valníkovou nástavbou, dalšími verzemi byly velitelská, telefonní a kulometná. Vzniklo také několik vozů ve formě nosičů protileteckých světlometů. Armáda vozy obdržela v letech 1934–1935 a ty se v její službě osvědčily jako výkonné a spolehlivé. Padesát jedna podvozků posloužilo ke stavbě série obrněného automobilu vz. 30, vyvinutého již dříve na bázi Tatry 26/30. Menší počet vozů s otevřenou karosérií byl vyvezen do Číny.

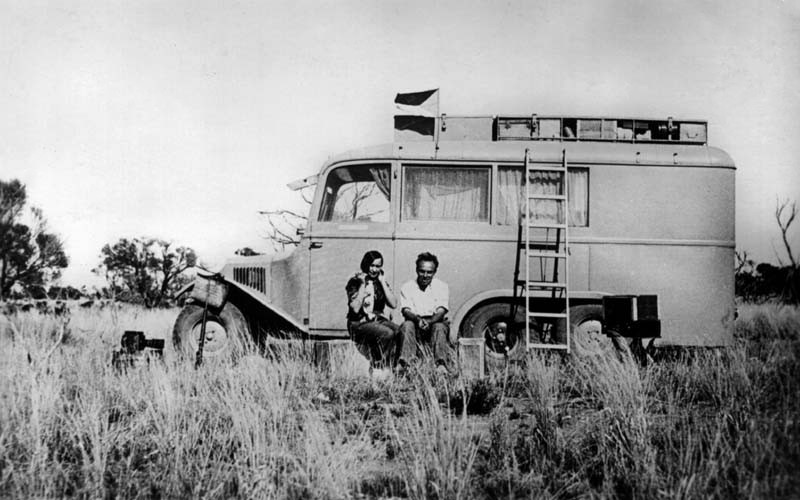
Expediční Tatra 72 Jiřího Bauma

Tatra také vyrobila 4 autobusy (s maskou z nástupnického typu Tatra 82) a dále 30 samostatných podvozků, určených pro karosování zákazníkem. Několik jich zakoupili představitelé švýcarské armády. Menší počty vozů získali civilní uživatelé. Jeden podvozek koupil cestovatel RNDr. Jiří Baum, který na něm nechal postavit v karosárně Uhlík expediční vůz. S ním poté roku 1935 absolvoval spolu se svou manželkou cestu napříč několika světadíly.

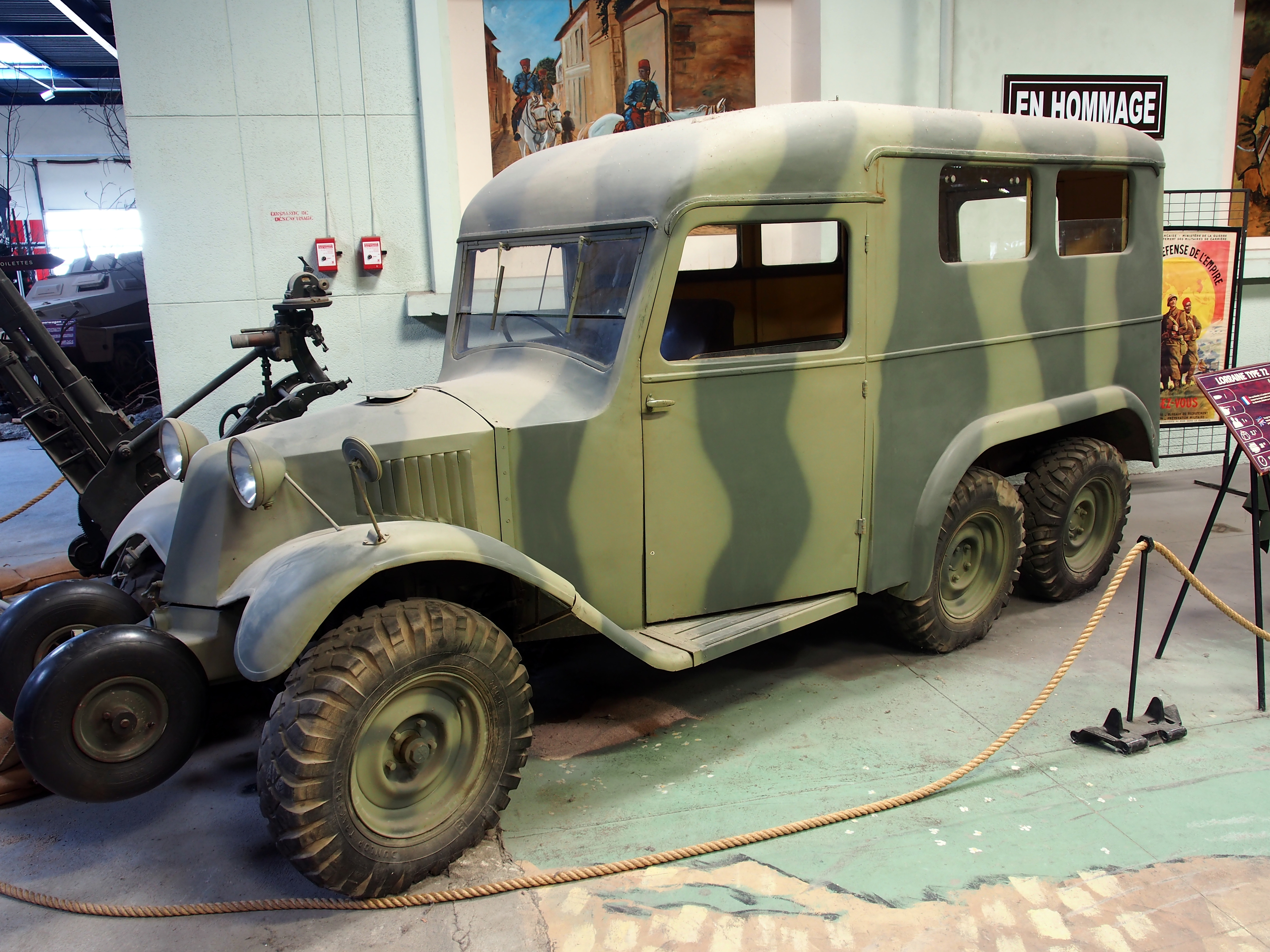
Lorraine 72 v Musée des Blindés, Saumur

Významnou kapitolou se stala licenční výroba u francouzské firmy Lorraine, probíhající od roku 1935. Vozy označené Lorraine 72 dodávala francouzské armádě, některé z nich se zkráceným rozvorem. Typickým znakem licenčních vozů byla dvojice malých nájezdových kol vpředu, omezujících riziko uváznutí v terénu. Jeden z vozů byl zkušebně opatřen pancéřovou karosérií.
Celkem vzniklo 320 (podle jiných údajů 328) vozů Tatra 72, zřejmě včetně 51 podvozků pro obrněné automobily vz. 30. Dalších přes 200 vozů bylo postaveno v licenci firmou Lorraine. Nástupcem Tatry 72 se stal dále zdokonalený a robustnější typ Tatra 82.

## Technické údaje

### Motor a převodovka
Tatru 72 pohání plochý, vzduchem chlazený zážehový čtyřválec s rozvodem OHV. Motor má zdvihový objem 1910 cm³ (vrtání válců 80 mm, zdvih 95 mm). Dosahuje nejvyšší výkon 22 kW (30 k) při 2650 ot./min. Palivovou směs připravuje karburátor Zenith 30T (U30) nebo Solex 30 BFVC. Umístění motoru je vpředu, nad přední nápravou.
Mazání je tlakové oběžné, se suchou klikovou skříní. Chlazení vzduchem je podpořeno ventilátorem umístěným na setrvačníku za motorem. Palivová nádrž má objem 45 l. Za motorem je umístěna suchá čtyřlamelová spojka. Za ní pak navazuje čtyřstupňová převodovka a dvoustupňová redukční převodovka ve skříni diferenciálů zadních náprav.
Elektrická soustava pracuje s napětím 12 V. Vůz je vybaven magnetovým zapalováním Bosch nebo Scintilla.

### Podvozek

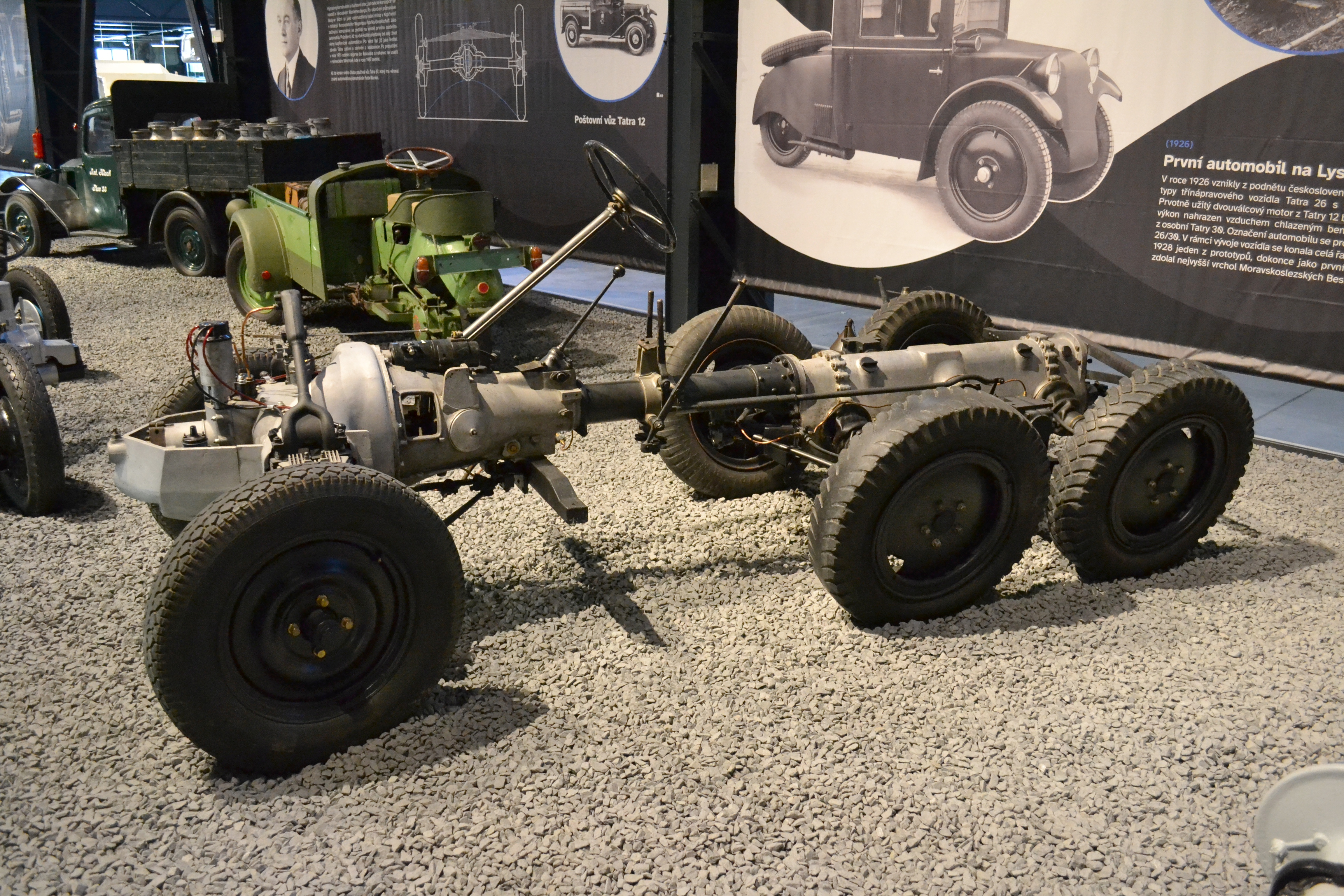
Podvozek Lorraine 72, Muzeum nákladních automobilů Tatra

Základ podvozku tvoří ocelová páteřová roura, vpředu opatřená přírubou pro blok motoru a převodovky. Vzadu jsou dvě hnací nápravy s výkyvnými poloosami. Ty jsou na každé straně odpružené společným půleliptickým listovým pérem. Nepoháněná přední náprava má nezávislé zavěšení polonáprav, odpružených příčným půleliptickým listovým pérem. Poháněné zadní nápravy mají uzávěrky diferenciálů (první nebo obou náprav). Rozchod předních kol činí 1300 mm, zadních 1300 mm (s dvojmontáží 1692 mm). Rozvor náprav je 2200 mm (krátký) nebo 2900 mm (dlouhý) + 920 mm. Světlá výška pod nápravami je 220 mm.
Vůz je opatřen hydraulickými bubnovými brzdami systému Lockheed na všech kolech. Kola jsou osmnáctipalcová disková (u vojenských verzí dvacetipalcová) s pneumatikami rozměru 5,50×18“ nebo 6,50×20“.

### Karosérie
Kabina vozu je smíšené konstrukce, s dřevěnou kostrou potaženou ocelovým plechem.
Vojenské vozy nesly tyto nástavby:
- velitelský automobil vz. 30, na podvozku standardního rozvoru, s otevřenou šestimístnou osobní karosérií krytou skládací střechou z umělé kůže. Vpředu má dvě sedadla pro řidiče a spolujezdce, vzadu sedadla čtyři. Vzadu je bedna na přístroje se dvěma náhradními koly. Čs. armádě bylo dodáno 30 vozů.[2]
- velitelský automobil vz. 30 prodlouženého provedení, na podvozku rozvoru 2900 mm, s otevřenou šestimístnou osobní karosérií typu break, krytou skládací střechou z umělé kůže. Vpředu má dvě sedadla pro řidiče a spolujezdce, vzadu dvě podélné lavice. Dvě rezervní kola jsou umístěna na bocích karoserie před zadními koly. Čs. armádě bylo dodáno 14 vozů.[2]
- nákladní automobil o nosnosti 1,5 až 2 tuny – valník se sklopnými dřevěnými bočnicemi a stahovací plachtou. Zadní nápravy mají dvojmontáž kol. Dvě náhradní kola jsou na střeše kabiny. Československá armáda převzala 100 kusů, určených primárně k dopravě munice v oddílech lehkého motorizovaného dělostřelectva.[3]
- telefonní automobil, konstrukčně obdobný nákladnímu automobilu. Zadní nápravy mají pouze jednoduchou montáž kol. Na korbě jsou dvě sklopné podélné lavice. Pod podlahou korby je úložný prostor pro spojovací vybavení. Čs. armádě bylo dodáno 52 vozů.[3]
- kulometný automobil, opět podobný nákladnímu automobilu. Navenek se odlišoval nižšími bočnicemi korby. Sloužil pro přepravu těžkého kulometu vz. 24. Konstrukční úprava umožňovala palbu přímo z korby. Československá armáda převzala 23 kusů, které zařadila k rotám cyklistických praporů.[3]

### Rozměry a výkony
Údaje se liší dle provedení. Rozměry pro velitelský automobil:

Délka: 4 620 mm

Šířka: 1 670 mm

Výška: 1 590 mm (bez střechy)

Hmotnost podvozku: 908 kg

Pohotovostní hmotnost: 1300–1400 kg

Užitečná hmotnost: 1 500 až 2000 kg

Maximální rychlost: 60–70 km/h

Spotřeba paliva: 18 l/100 km